# Будимпештански тролејбус
Мрежа тролејбуских линија Будимпеште је укупност тролејбуских линија главног града Мађарске. Први тролејбуски саобраћај почело је 16. децембра 1933. у Старом Будиму са бројем 7. BSZKRT, који управља трасом, изнајмио је, а затим купио три тролејбуса.  Траса је касније преименована у Т 1936., саобраћала је на траси дугој 2,7 км, а последњи пут је саобраћала 21. септембра 1944. 
Прва линија мреже у Пешти изграђена је 1949., отворена 21. децембра исте године.  Тролејбусом се обележава 70 година од Стаљиновог рођења. започет је на његову годишњицу, а његов знак произилази и из поштовања према совјетском вођи, иако он заправо није рођен на данашњи дан и годину дана раније, међутим, по његовом доласку на власт, овај датум се сматрао званичним, због чега је однос је започео са бројем 70.  Након тога, педесетих година прошлог века, почели су нове линије скоро сваке године , што је упоредо са куповином све више нових возила од стране оператера мреже: поред совјетских тролејбуса појавила су се и она мађарске производње већ 1952. љубазношћу Икаруса.  1962. тролејбуси су добили независну локацију на подручју омеђеном улицом Zách utca–Salgótarjáni út–Pongrác út (гаража Kőbányai). 
Шездесетих година прошлог века донета је одлука о ликвидацији тролејбуске мреже која је изграђена пре 1980., али је она ревидирана 1970-их због заштите животне средине и нафтне кризе и одлучено је да се тролејбуска мрежа одржи и даље развија.
80-их и 90-их (са изузетком једног Икаруса 260Т и 411Т) улицама престонице су саобраћали само тролејбуси ZiU–9, Икарус 280Т и Икарус 435Т. Током 2000-их стигла су нова возила (Икарус 412Т, Ganz–Solaris Trollino 12B),   а 2011. компанија је купила половна возила од Еберсвалдеа (MAN NGE152), остали су били совјетске производње.  2013. први пут је уведен режим делимичног самосталног управљања на линији 79.  2015. и 2019. поново су купљена нова возила, а то су Шкода–Соларис Тролино 12 и Тролино 18. 

## Историја
Прва тролејбуска линија била је дуга 2,7 километара и пролазила је кроз округ Обуда на десној обали Дунава од 16. децембра 1933. Са спајањем са трамвајем постојао је и мали депо за првобитно три тролејбуса. Рута је отворена 5. јуна 1927. као аутобуска линија 7 и првобитно се тако звала када је радила на електрични погон. Тек 1935. преименована је у Линија Т. 21. септембра 1944. први тролејбуски систем је уништен због рата и никада није обновљен.
Линија 70 је била прва линија данашње мреже у Пештанском округу, односно на левој обали Дунава, која је пуштена у рад 21. децембра 1949. У послератном периоду саобраћај тролејбуса је постепено проширен, иако се Дунав још увек не прелази тролејбусима. Изолована линија 83 на југу града заузима посебан положај; само је оперативном линијом повезан са остатком мреже и депоом Понграц.

## Возни парк
За предратну тролејбуску линију испоручена су три возила са истом каросеријом, али различитом електричном опремом. Два тролејбуса су имала опрему предузећа Ganz, а трећи је имао MÁVAG-Boveri. Сва три возила су преживела рат и пуштена су у редовну употребу након обнављања тролејбуског саобраћаја у Будимпешти.
После рата испоручени су совјетски МТБ возла, а у првој половини 50-их почели су да се производе тролејбуси Икарус 60 Т. Због капацитета, 1960. почиње рад са вучним колима, док су тролејбуси 60 Т преуређени у зглобна возила. У другој половини 60-их купљено је 100 совјетских возила ZiU 5. Отприлике 10 година касније почеле су испоруке тролејбуса ZiU 9 (укупно 173 јединице до 1984.). Међутим, проблем су постала зглобна возила, која ниједан произвођач тролејбуса у Источном блоку није производио. Због тога је Будимпештанска транспортна компанија почела да модификује зглобне аутобусе Икарус 280 у својим радионицама, уграђујући електричну опрему из расходованих тролејбуса ZiU 5. Новије серије су већ имале електричне делове инжењерског гиганта Ganz, који је испоручивао полупроводничку опрему на бази тиристора, произведену по лиценци западнонемачке компаније Kiepe.